# Lannes (Lot-et-Garonne)
Lannes település Franciaországban, Lot-et-Garonne megyében. Lakosainak száma 361 fő (2022. január 1.). Lannes Mézin, Condom, Fourcès, Larroque-sur-l’Osse és Moncrabeau községekkel határos.

## Népesség
A település népességének változása:
| Lakosok száma | 481  | 545  | 452  | 414  | 389  | 378  | 369  | 366  | 365  | 361  |
|               | 1968 | 1982 | 1990 | 2006 | 2013 | 2015 | 2017 | 2019 | 2020 | 2022 |